# Chrysler Cirrus
El Chrysler Cirrus fue un sedán de tamaño medio de 4 puertas, introducido para el año 1995 como reemplazo directo para el envejecido Chrysler LeBaron sedán. Basado en las nuevas medianas plataformas JA, el Cirrus se vendía en el Estados Unidos, Canadá, México y Brasil en los años 1995-2000, pero DaimlerChrysler (ahora Chrysler) vendió el Cirrus en México hasta el año 2010.

## El Cirrus en México
El Cirrus de primera generación fue vendido en México entre los años (1996-2000) con un motor turbo de 2.4 L DOHC motor I4 y una transmisión automática de 4 velocidades denominada AutoStick. El motor del Cirrus contaba con una potencia de 168 hp's (125 kW) a 5200 rpm y 216 libras pies (293 N · m) de torque a 2200 rpm. 
Cuando la familia de coches Cloud fueron rediseñados, el nombre de Cirrus fue abandonó en EE. UU. (el Chrysler Sebring sedán fue su reemplazo), pero en México el nombre continuó como Sebring (ya estaba registrado por un nombre de producto allí, y de uso de Chrysler constituiría una infracción), en el 2001 fueron comercializadas las versiones LX y LXI del sedan, dejando a la variante descapotable disponible con un solo nivel de acabado (LXI). Todas las versiones de el Cirrus fueron equipadas con transmisión automática. 
La segunda generación de Cirrus en México fue comercializada en dos versiones: LXI, un sedán de Chrysler con motor 2.4 L DOHC turbocargado, el cual recibió una actualización de potencia a 215 hp's (160 kW) los llamados Cirrus segunda generación desde el año 2001 y hasta marzo de 2004 utilizaron los mismos inyectores de baja capacidad del Neon SRT-4 2003 (disponible únicamente en EE. UU.) estos inyectores se pueden identificar por su color característico muy similar al rosa. También se comercializo una version descapotable dotada de un motor Mitsubishi 2.7L V6 con una potencia de 200 hp's. 
Existieron en México desde el 2004 las versiones denominadas como Cirrus (con asientos de tela y airbag para el pasajero opcional) y Cirrus Limited, incorrectamente denominada como "Full Equipment" la cual es la versión tope de gama y cuenta con equipo tal como asientos en piel/gamuza, quemacocos de tres posiciones, control de traccion y airbag tanto para el conductor como para el pasajero.
En marzo del 2004, la potencia del motor 2.4L turbo fue incrementada a 225 hp's (168 kW) a 5200 rpm y 235 libras pie (319 N · m) de torque a 4200 rpm. El incremento de potencia fue gracias a la adicion de los inyectores que montaba el Dodge Neon Srt-4 modelo 2004, al igual por una nueva programación de la computadora. Los modelos de Cirrus equipados con este motor se identifican con un emblema que dice "2.4L Turbo Highoutput (alto rendimiento)" montado en la parte posterior del vehículo, indicando su mejorado desempeño.

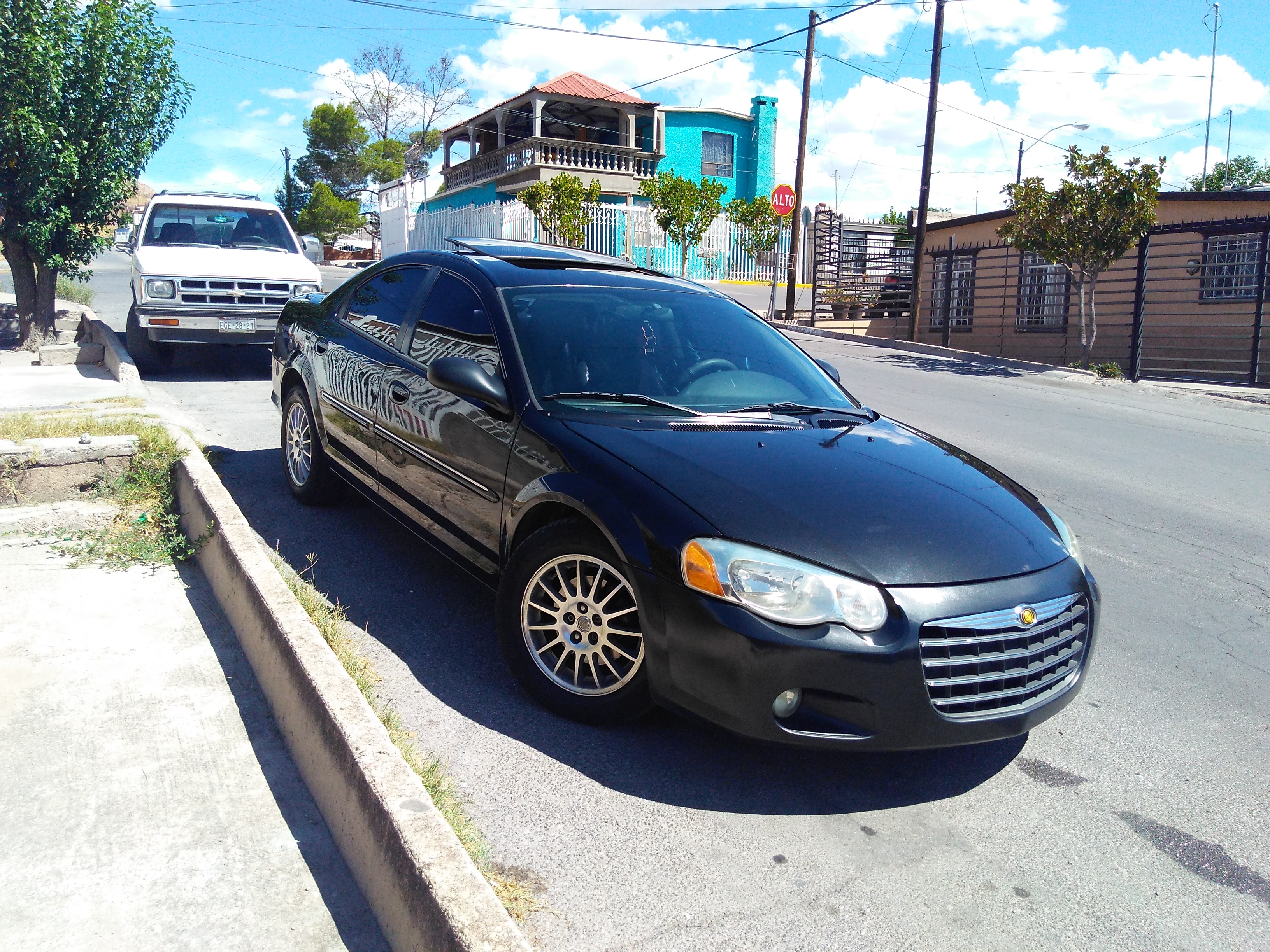
Chrysler Cirrus 2005

En México la corriente del Chrysler Sebring sedán se vende todavía como el Cirrus hasta el año 2010, cuando el Chrysler 200 sustituye a los Sebring / Cirrus en las placas de identificación para el año 2011. 
La tercera generación del Cirrus sedán fue lanzada en 2007. Hay tres motores disponibles: un 2.4 L DOHC motor I4 producir 172 hp's(128 kW) a 6000 rpm, un 2.7L V-6 con 200 hp's (141 kW) o un 3.5 L V6 de 232 caballos de fuerza motor de la producción (173 kW) a 6400 rpm. Está disponible en la base, Touring y Limited (el mismo que el 2007 EE. UU. y Canadá especificación de versiones). El convertible continúa, con los mismos niveles de equipamiento que la versión sedán.